# Ectropothecium ponapense
Ectropothecium ponapense är en bladmossart som beskrevs av Edwin Bunting Bartram 1945. Ectropothecium ponapense ingår i släktet Ectropothecium och familjen Hypnaceae. Inga underarter finns listade i Catalogue of Life.